# Port de Balès
El Port de Balès es un paso de montaña en los Pirineos franceses, entre los departamentos de Altos Pirineos y Alto Garona. 
La cima se encuentra a 1755 m s. n. m. y conecta a través de la carretera D51D las localidades de Ferrère al norte y Bourg-d'Oueil al sureste.

## Ciclismo
Luego de ser pavimentada la carretera en 2006, el paso ha sido regularmente utilizado en carreras ciclistas como la Ruta del Sur y el Tour de Francia.
La vertiente norte es la más dura y el puerto de montaña comienza en Mauléon Barousse extendiéndose por una longitud de 18,9 km y un gradiente medio del 6,3 %, aunque la parte más difícil empieza en el kilómetro 8 con varias rampas del 10-11 %. La vertiente sureste es más suave, comienza en Bagnères de Luchon y aunque es apenas más larga, la pendiente media es menor, siendo 19,6 km al 5,7 %.
La Vuelta a España también ha pasado por el Port de Balés. Esto se dio en 2013 cuando incursionó en suelo francés y finalizó en Peyragudes.

### Palmarés

#### Tour de Francia
A continuación se listan los ciclistas que pasaron en primera posición el Port de Balès en las diferentes ediciones del Tour de Francia y Vuelta a España:
| Año  | Nombre             | País       | Etapa | Categoría |
| ---- | ------------------ | ---------- | ----- | --------- |
| 2007 | Kim Kirchen        | Luxemburgo | 15    | HC        |
| 2010 | Thomas Voeckler    | Francia    | 15    | HC        |
| 2012 | Alejandro Valverde | España     | 17    | HC        |
| 2014 | José Serpa         | Colombia   | 16    | HC        |

#### Vuelta a España
| Año  | Nombre        | País     | Etapa | Categoría |
| ---- | ------------- | -------- | ----- | --------- |
| 2013 | André Cardoso | Portugal | 15    | 1.ª       |